# María Pérez (football)
María Pérez, né le 24 décembre 2001 à Sant Fost de Campsentelles, est une footballeuse internationale espagnole qui évolue au poste de milieu défensif au London City Lionesses.

## Biographie

### Carrière en club
María Pérez a joué au football dans plusieurs clubs de la province barcelonaise, avant de rejoindre le FC Barcelone en 2020,,.
María Pérez fait ses débuts professionnels avec le Barça le 22 juin 2021, entrant en jeu lors du match de championnat d'Espagne contre l'Athletic, alors que son club s'apprête à faire un triplé historique.

### Carrière en sélection
María Pérez est internationale espagnole en équipes de jeunes, ayant joué des moins de 19 ans aux moins de 23 ans, avant d'être appelée en équipe senior,.
María Pérez fait ses débuts avec l'Équipe d'Espagne féminine le 15 novembre 2022, lors d'une victoire 1-0 en amical contre le Japon.
En juin 2023, elle est sélectionnée dans le groupe de l'équipe d'Espagne pour la Coupe du monde féminine 2023 qui a lieu en juillet.

## Palmarès

### En club
Avec le FC Barcelone, María Pérez est championne d'Espagne en 2020-2021, 2021-2022 et 2022-2023. Elle est finaliste de la Ligue des champions en 2021-2022 puis la remporte en 2022-2023.

### En sélection
Avec l'Espagne, elle remporte la Coupe du monde 2023.